# アジア・ワン・センター
アジア・ワン・センター（Asia One Center）は、兵庫県神戸市東灘区にある超高層オフィスビルである。

## 概要
米国の日用品大手、プロクター・アンド・ギャンブルの日本法人（当時のP&Gファー・イースト）が、複数拠点に分散していた本社および研究機能を集約し、執務環境とコミュニケーションの向上及び効率化を図るため、六甲アイランドの一角に建設された。
外観は6層単位のメガストラクチャーが特徴。低層階は研究機能を12層からなるアトリウムの周囲に配置。ガラス張りかつ外光を取り込む事で、閉鎖性を廃し研究員の交流を促すよう配慮された。中層階にはオープンタイプのミーティングスペースや図書室をはじめ、カフェテリア（食堂）やトレーニングセンターなどの共用施設などを配置。高層部は執務スペースとした。
P&Gは2009年のアジア本部を皮切りに研究開発などの機能をシンガポールに順次移管。これに伴い、当ビルに余剰空間が発生したため、2016年（平成28年）に日本法人の本社を同じ神戸市内の三宮（中央区小野柄通）へ移転した。P&Gは移転に先立ち、この土地と建物を剣豪集団に売却している。

## 受賞歴
- 1994年度グッドデザイン賞

## 最寄駅
- 神戸新交通・六甲アイランド線 - アイランドセンター駅